# Podmust
 (juin 2025).
Podmust (/pɒdmøst/) est un site d'actualité créé en 2018 par Jean-Patrick Labouyrie à l'origine comme un annuaire de podcasts dans le but de faciliter leur découverte à travers des collections thématiques.

## Histoire
En juillet 2018 la version en anglais du site est lancée à l'occasion d'un partenariat avec Pippa, plateforme franco-américaine d'hébergement de podcasts, qui sera rachetée l'année suivante par Acast.
Podmust est principalement reconnu pour ses sélections thématiques de podcasts, et sa couverture de l'actualité du secteur, ainsi que sa lettre d'information. En 2020 le site est cité par le magazine Archimag comme l'un des principaux sites pour trouver et écouter les meilleurs podcasts.
En janvier 2021, le site est cité dans les fiches pédagogiques de l'ENSSIB comme site de référence sur les podcasts. En septembre 2021 Podmust participe au festival L'Été du Podcast lors d'une table ronde consacrée aux podcasts politiques avant l'élection présidentielle française de 2022 avec Najat Vallaud-Belkacem, Lauren Bastide et Jules Lavie.
En 2024 Podmust réalise un partenariat avec le festival international du documentaire Sunny Side of the Doc à l'occasion des 35 ans de l'évènement,.